# Varahanadi
Varahanadi (o Panderu) és un riu d'Andhra Pradesh al districte de Vizagapatam. Neix als Ghats Occidentals, i després d'un curs en direcció sud-est entra a la mar junt amb el Sharadanadi prop de la població de Wattada. S'utilitza molt pel reg.